# 가루이자와역
가루이자와역 또는 카루이자와역(일본어: 軽井沢駅, かるいざわえき)은 일본 나가노현 기타사쿠군 가루이자와정에 있는 철도역이다.

## 타는 곳

### 동일본 여객철도
| 1 | ■ 호쿠리쿠 신칸센 | 다카사키・오미야・도쿄 방면                |
| 2 | ■ 호쿠리쿠 신칸센 | 다카사키・오미야・도쿄 방면                |
| 3 | ■ 호쿠리쿠 신칸센 | 사쿠다이라・나가노・가나자와 · 쓰루가 방면 |
| 4 | ■ 호쿠리쿠 신칸센 | 사쿠다이라・나가노・가나자와 · 쓰루가 방면 |

### 시나노 철도
| 1・2 | ■ 시나노 철도선 | 고모로・우에다・시노노이・나가노 방면 |

## 역세권 정보
- 아사마 산
- 국도 18호선

## 역사
- 1888년 12월 1일 : 나오에츠 - 가루이자와간 철도성의 철도선 개업.
- 1893년 4월 1일 : 가루이자와 - 요코카와 간 우스이고개 노선 개통, 다카사키까지 연결.
- 1909년 10월 12일 : 국유철도 선로 명칭 재정비에 의해 당역을 포함한 다카사키 - 니가타 간 노선이 신에쓰 본선이 됨.
- 1987년 4월 1일 : 일본국유철도 분할민영화로 동일본 여객철도 소속이 됨.
- 1997년 10월 1일 : 나가노 신칸센(현 호쿠리쿠 신칸센) 역이 영업 개시, 신에쓰 본선 요코카와 ~ 가루이자와 구간 폐지 (이 때 구마노타이라 신호장도 같이 폐지), 신에쓰 본선 가루이자와 ~ 시노노이 구간이 시나노 철도로 이관됨.

## 인접역
| ■ 호쿠리쿠 신칸센      | ■ 호쿠리쿠 신칸센 | ■ 호쿠리쿠 신칸센          |
| ---------------------- | ----------------- | -------------------------- |
| 안나카하루나 도쿄 방면 |                   | 사쿠다이라 가나자와 방면   |
| ■ 시나노 철도선        |                   |                            |
| 시·종착역              |                   | 나카가루이자와 고모로 방면 |